# Toowoomba

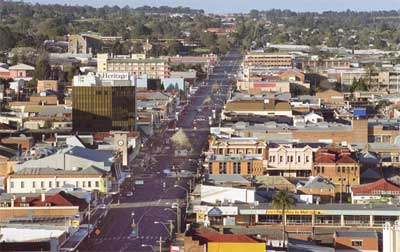
Toowoomba

Toowoomba (med smeknamnet The Garden City, "Trädgårdsstaden") är en stad i sydöstra Queensland, Australien. Den ligger cirka 130 km väster om huvudstaden i Queensland, Brisbane. Med en folkmängd på mellan 95 265 (staden) och 121 894 (inklusive förorter) är Toowoomba en av Australiens största orter som inte ligger vid havet. Staden, som hyser ett universitet och en katedral, är värd för Australian Carnival of Flowers (Australiens blomkarneval) varje september och en påskfest hålls årligen under påskhelgen.
Området kring Toowoomba gjordes känt 1827 av botanisten Allan Cunningham som upptäckte stora områden med jordbruksland, Darling Downs, strax öster om bergskedjan Great Dividing Range. 1840 kom de första bosättarna och snart växte en liten stad, kallad Drayton, upp. På 1960-talet flyttade stadscentrat till den närliggande och mer snabbväxande byn Toowoomba, och Drayton blev kvar som en sydvästlig förort till Toowoomba. Toowomba utropades till stad 1904.
Toowomba ligger på kanten av Great Dividing Range på cirka 700 meter över havet. Området har fyra årstider och rikhaltig vulkanisk jordmån underhåller de cirka 150 offentliga parker som finns i staden. Stadens rykte som Australiens trädgårdsstad upprätthålls under festivalen Australian Carnival of Flowers som hålls årligen i september i staden. Staden har för Australien ovanligt stor andel lövfällande träd, vilket ger vackra höstfärger. Högsta dagstemperaturen under sommaren ligger på cirka 27 °C medan den under vinter är cirka 16 °C. Högsta uppmätta temperatur i staden är 39,3 °C och den lägsta är −4.4 °C. Under vinter går temperaturen sällan under noll grader, även om lätt frost förekommer flera nätter varje vinter. Årlig nederbörd ligger på cirka 928 millimeter. Minskad nederbörd och ökad folkmängd de senaste åren har lett till införandet av restriktioner för vattenanvändandet i staden. I januari 2011 var staden en av de orter som drabbades värst av översvämningarna i Queensland.
Toowoomba är ett större utbildningscentra i Queensland, med många skolor ända upp till universitetsnivå. Staden har även en välbevarad arkitektur, där många av de allra tidigaste byggnaderna finns välbevarade.
Bland kända personer med anknytning till Toowoomba märks bland annat skådespelaren Geoffrey Rush och racerföraren Will Power.